# Эвиллер
Эвилле́р (фр. Heiwiller) — коммуна на северо-востоке Франции в регионе Гранд-Эст (бывший Эльзас — Шампань — Арденны — Лотарингия), департамент Верхний Рейн, округ Альткирш, кантон Альткирш.
Площадь коммуны — 2,04 км², население — 186 человек (2006) с тенденцией к стабилизации: 182 человека (2012), плотность населения — 89,2 чел/км².

## Население
Численность населения коммуны в 2011 году составляла 186 человек, а в 2012 году — 182 человека.
| 1962 | 1968 | 1975 | 1982 | 1990 | 1999 | 2006 | 2008 | 2011 | 2012 |
| ---- | ---- | ---- | ---- | ---- | ---- | ---- | ---- | ---- | ---- |
| 106  | 105  | 107  | 133  | 178  | 181  | 186  | 188  | 186  | 182  |

Динамика населения:

## Экономика
В 2010 году из 128 человек трудоспособного возраста (от 15 до 64 лет) 97 были экономически активными, 31 — неактивными (показатель активности 75,8 %, в 1999 году — 68,8 %). Из 97 активных трудоспособных жителей работал 91 человек (47 мужчин и 44 женщины), 6 числились безработными (трое мужчин и три женщины). Среди 31 трудоспособных неактивных граждан 11 были учениками либо студентами, 12 — пенсионерами, а ещё 8 — были неактивны в силу других причин.
На протяжении 2011 года в коммуне числилось 68 облагаемых налогом домохозяйств, в которых проживало 186 человек. При этом медиана доходов составила 27786 евро на одного налогоплательщика.

## Достопримечательности (фотогалерея)

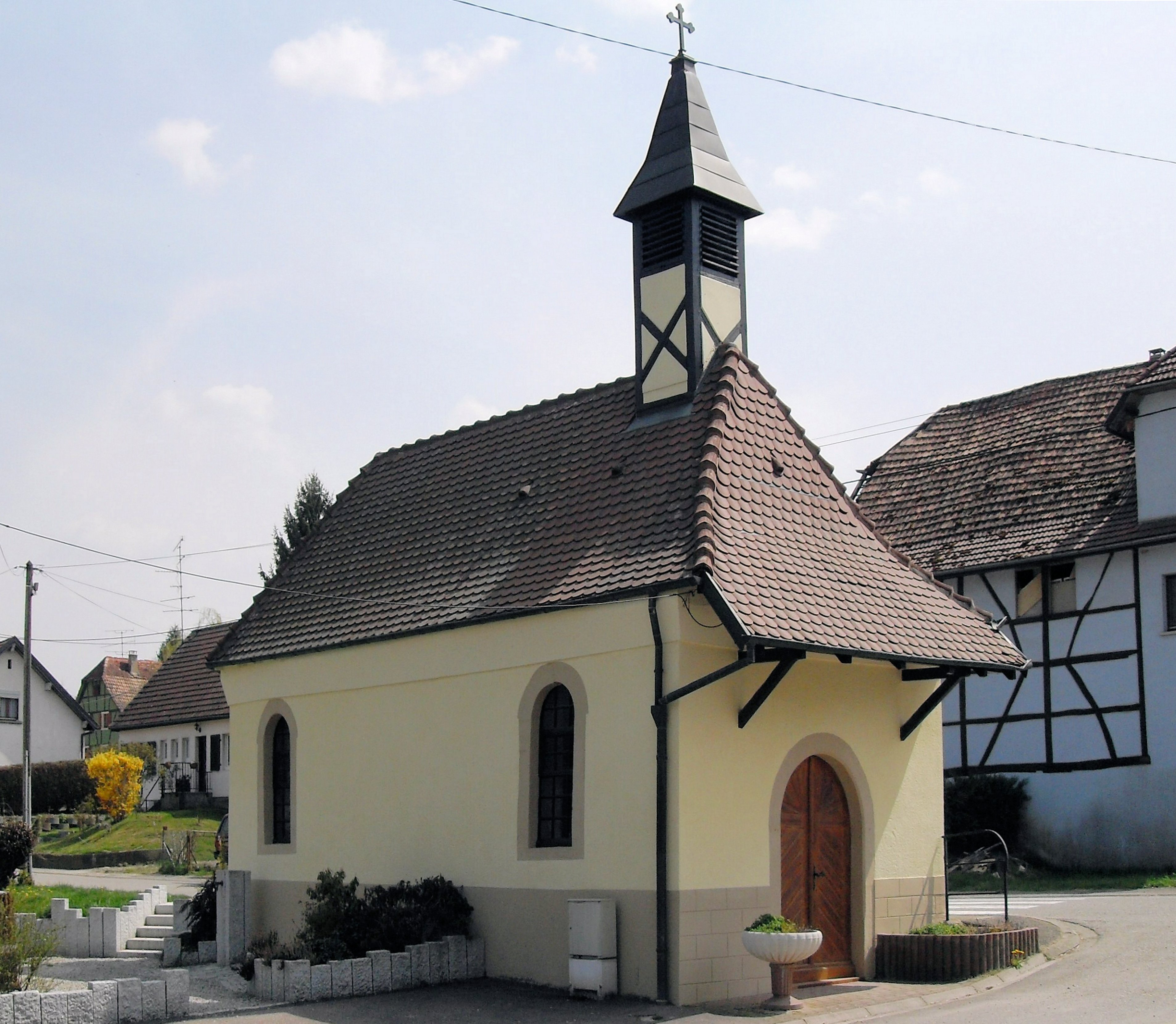
Церковь